# Розова вода
Розовата вода се получава чрез дестилация на цветовете на маслодайни рози, предимно от роза Дамасцена, и е популярна със своя аромат, антисептични и антибактериални свойства.

## История
Отглеждането на рози за получаване на розова вода и розово масло е започнало още в древни Индия и Египет. През X век Авицена първи използва розова вода добита чрез парна дестилация.
Древните римляни ѝ намерили приложение като освежител на въздуха, а през средните векове се превръща в популярно средство за гонене на депресия, използвано при къпане.
Персите я използвали в кулинарията и най-вече в сладкарството. е измислят и едно от най-известните сладкарски произведения – марципана, който се приготвя от земни бадеми, захар и с традиционния аромат на розовата вода.

## Производство
Розовата вода е вторичен продукт от процеса на парна дестилация, при който маслото от розовите листа на вида дамасцена се отделя на повърхността. От 1 kg розов цвят се получава 1 kg розова вода. В розовата вода съдържа между 0,2 и 1,1 етерично масло. Най-старите съдове за пренасяне на розовата вода са били кожени мехове, след което започнали да я съхраняват в бъчви и да я дестилират в стъклени шишета.
Днес, водещи производители на розова вода са България, Франция, Италия, Испания, Турция, Иран и Арабския свят.

## Състав
В зависимост от произхода и метода на производство розовата вода се получава от чашелистчетата и венчелистчетата на Rosa × damascena чрез парна дестилация. С помощта на газова хроматография могат да бъдат идентифицирани следните монотерпеноидни и алканови компоненти: най-вече цитронелол, нонадекан, гераниол и фенил етилов алкохол, а също и хеникозан, 9-нонадекан, ейкозан, линалоол, цитронелил ацетат, метилеугенол, хептадекан, пентадекан, докозан, нерол, дисилоксан, октадекан и пентакозан. Обикновено фенилетиловият алкохол е отговорен за типичната миризма на розовата вода, но не винаги присъства в продуктите с розова вода.

## Употреба
Розовата вода намира приложение в козметиката, медицината и парфюмерията още от древността. Тя е важна овкусяваща съставка в азиатската и близкоизточната кухня. Използва се за някои сладки от региона, включително за турския локум и за индийските „расгулас“ (направени от сиропирани тесто и сирене) и „гулаб джамунс“ (още „вафлени топки“). Локумът е лепкав, подобен на желе, но твърд сладкиш, приготвен от нишесте и захар. По традиция се овкусява с розова вода и щедро се поръсва с пудра захар, но вече съществуват всякакви овкусители, освен популярните лимон и мента. Локумът е пренесен на Запад през XIX век.

## Козметика
В средновековна Европа розовата вода се е използвала за измиване на ръцете по време на празници. Розовата вода е обичайна съставка на парфюми. Мехлемът с розова вода понякога се използва като омекотяващо средство, а розовата вода понякога се използва в козметични продукти като кремове против изстиване, тонери и продукти за измиване на лицето.

## Любопитно
- Десет тона розова вода се използват годишно за измиване на стените на свещения град Мека по време на хаджа.